# Liste der Biografien/Molt
Liste der Biografien |
Portal Biografien |
Personensuche
# |
A |
B |
C |
D |
E |
F |
G |
H |
I |
J |
K |
L |
M |
N |
O |
P |
Q |
R |
S |
T |
U |
V |
W |
X |
Y |
Z |
?
 
Ma |
Mb |
Mc |
Md |
Me |
Mf |
Mg |
Mh |
Mi |
Mj |
Mk |
Ml |
Mm |
Mn |
Mo |
Mp |
Mq |
Mr |
Ms |
Mt |
Mu |
Mv |
Mw |
Mx |
My |
Mz
 
Moa |
Mob |
Moc |
Mod |
Moe |
Mof |
Mog |
Moh |
Moi |
Moj |
Mok |
Mol |
Mom |
Mon |
Moo |
Mop |
Moq |
Mor |
Mos |
Mot |
Mou |
Mov |
Mow |
Mox |
Moy |
Moz
 
Mola |
Molb |
Molc |
Mold |
Mole |
Molf |
Molg |
Molh |
Moli |
Molj |
Molk |
Moll |
Molm |
Moln |
Molo |
Mols |
Molt |
Molu |
Molv |
Molw |
Moly |
Molz
Die Liste der Biografien führt alle Personen auf, die in der deutschsprachigen Wikipedia einen Artikel haben. Dieses ist eine Teilliste mit 108 Einträgen von Personen, deren Namen mit den Buchstaben „Molt“ beginnt.

## Molt
- Molt, Carl Gottlob (1842–1910), deutscher Versicherungsunternehmer
- Molt, Emil (1876–1936), deutscher Unternehmer, Sozialreformer, Theosoph, Anthroposoph und Gründer der ersten WaldorfschuleEmil Molt (1876–1936)

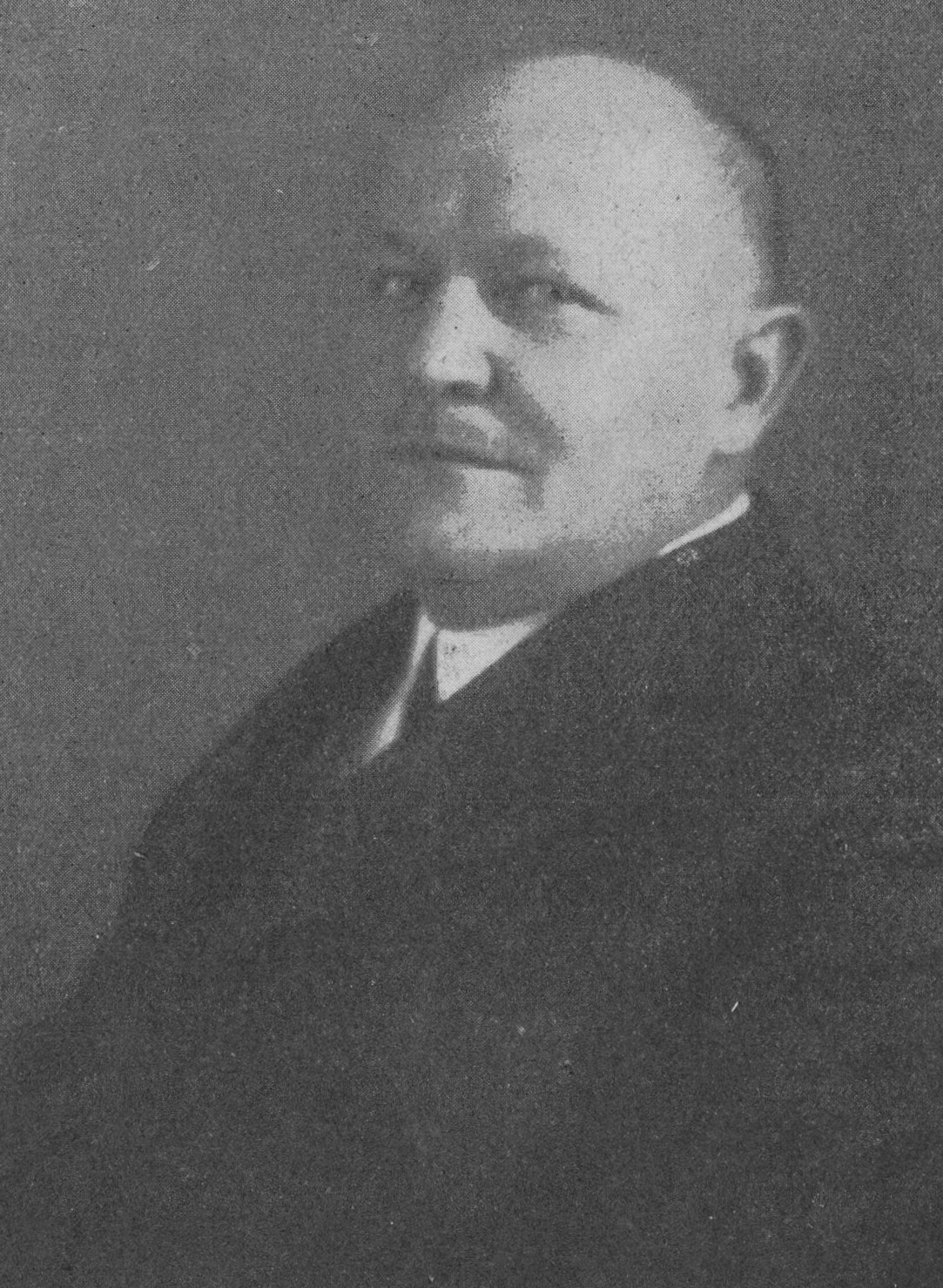
Emil Molt (1876–1936)

- Molt, Franz (1910–1990), österreichischer Künstler
- Molt, Karl (1891–1978), deutscher Gewerkschafter und Widerstandskämpfer
- Molt, Peter (* 1929), deutscher Historiker und Politikwissenschaftler

### Molte
- Moltenbrey, Friedrich (1899–1962), deutscher Politiker (SPD), MdL
- Molteni, Ambrogio, italienischer Drehbuchautor
- Molteni, Andrés (* 1988), argentinischer Tennisspieler
- Molteni, Enrico (* 1969), italienischer Architekt
- Molteni, Giorgio (* 1949), italienischer Filmregisseur und Drehbuchautor
- Moltenis, Boris (* 1999), französischer Fußballspieler
- Molteno, Elizabeth Maria (1852–1927), südafrikanische Bürgerrechtlerin
- Molter, Alfred-Mario (* 1952), deutscher Politiker (CDU)
- Molter, Friedrich (1775–1842), deutscher Bibliothekar
- Molter, Friedrich Valentin (1722–1808), deutscher Bibliothekar, Dichter, Numismatiker, Archäologe Hof- und Geheimrat Literat sowie Hofbibliotheksdirektor
- Mölter, Georg von (1775–1846), bayerischer Generalmajor, Ritter des Max-Joseph-Ordens
- Molter, Hermann (1914–1978), deutscher Ingenieur, Unternehmer und Politiker (LDP, FDP), MdL
- Molter, Johann Melchior (1696–1765), deutscher Komponist und Kapellmeister
- Molter, Kai (1903–1977), dänischer Maler
- Molter, Károly (1890–1981), ungarischer Schriftsteller, Kritiker und Publizist
- Mölter, Otto (* 1893), deutscher Lehrer und Heimatforscher
- Molterer, Andreas (1931–2023), österreichischer Skirennläufer
- Molterer, Josef (1925–2018), österreichischer Politiker (ÖVP), Abgeordneter zum Nationalrat, Mitglied des Bundesrates
- Molterer, Michael (* 1989), österreichischer Schauspieler, Model und Sänger
- Molterer, Wilhelm (* 1955), österreichischer Politiker (ÖVP), Abgeordneter zum NationalratWilhelm Molterer (* 1955)

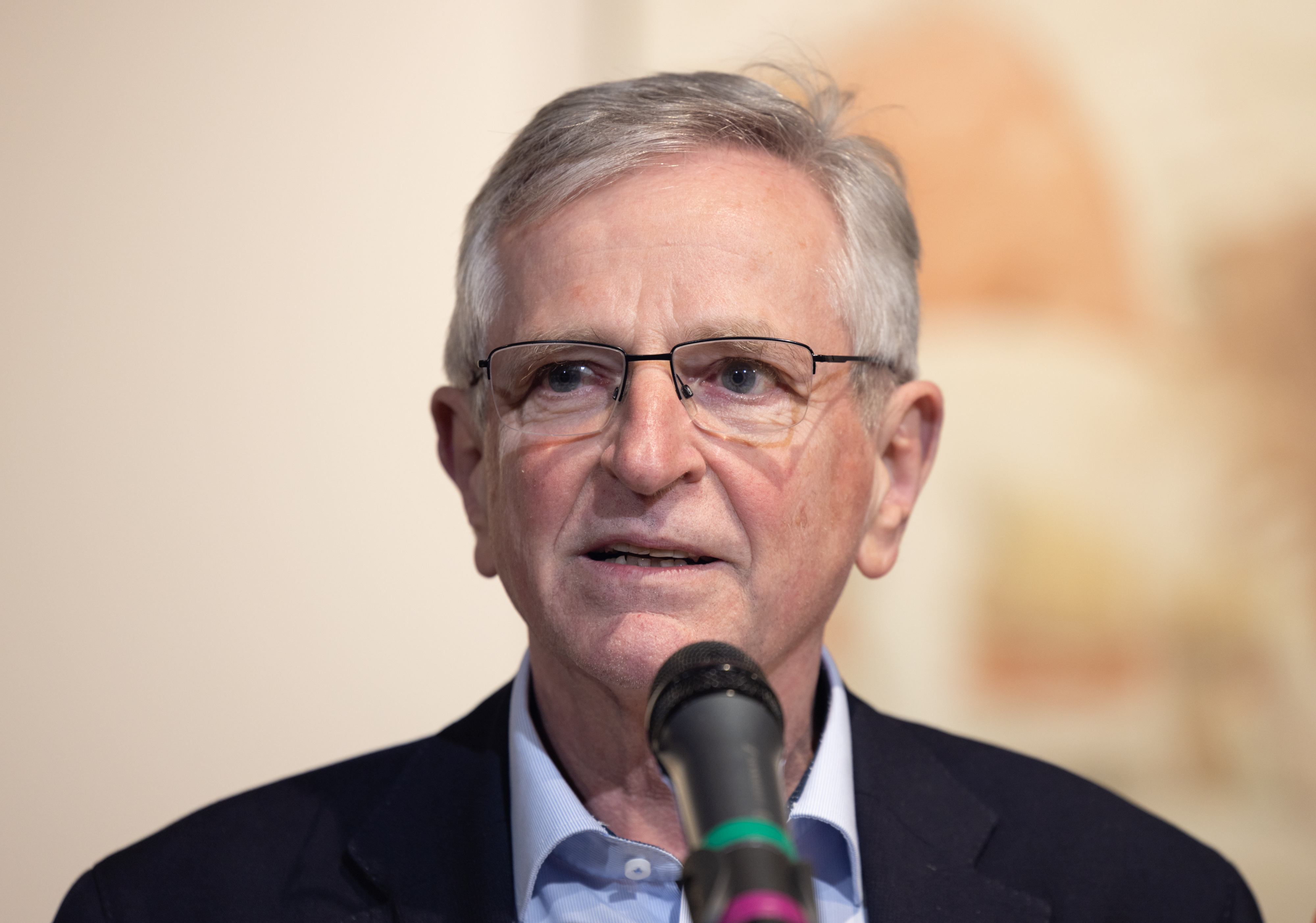
Wilhelm Molterer (* 1955)

- Molters, Friedrich (1779–1842), deutscher Schneider, Maler, Wappenmaler und Zeichenlehrer
- Moltesen, Laust (1865–1950), dänischer Historiker und Außenminister
- Moltesen, Mette, dänische Klassische Archäologin

### Moltg
- Möltgen, Ulrike (* 1973), deutsche Illustratorin

### Molth
- Molthagen, Dietmar (* 1974), deutscher Politikwissenschaftler und Historiker
- Molthagen, Joachim (* 1941), deutscher Althistoriker
- Molthagen-Schnöring, Stefanie (* 1978), deutsche Kommunikationswissenschaftlerin und Hochschulmanagerin
- Molthahn, Dietmar (* 1955), deutscher Handballtrainer
- Molthan, Joseph (1862–1920), Landtagsabgeordneter im Großherzogtum Hessen
- Molthan, Justus (1805–1885), deutscher Architekt und hannoverscher bzw. preußischer Baubeamter
- Molthan, Wilhelm (1769–1824), kurfürstlich Hannoverscher Hofvergolder und Hofbildhauer
- Molther, Johann (1561–1618), deutscher evangelischer Geistlicher, Theologe und Hochschullehrer

### Moltk
- Moltkau, Hans (1911–1994), deutscher Dirigent und Komponist
- Moltke, Adam Gottlob Detlev von (1765–1843), deutsch-dänischer Gutsbesitzer, Lyriker und Dichter
- Moltke, Adam Gottlob von (1710–1792), dänischer Oberhofmarschall
- Moltke, Adam Wilhelm (1785–1864), dänischer Politiker; Ministerpräsident von Dänemark
- Moltke, Adolf von (1804–1871), deutscher Verwaltungsjurist in dänischen und preußischen Diensten; Administrator der Grafschaft Rantzau, Landrat des Kreises PinnebergAdolf von Moltke (1804–1871)

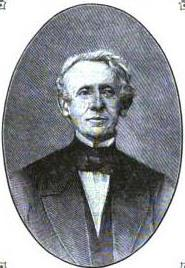
Adolf von Moltke (1804–1871)

- Moltke, Bertram von (* 1961), deutscher Diplomat
- Moltke, Carl Gustav Ludwig von (1754–1838), deutscher Gutsherr, Oberjägermeister und Kammerherr
- Moltke, Carl Poul Oscar Graf (1869–1935), dänischer Diplomat und Außenminister
- Moltke, Erik (1901–1984), dänischer Mediävist, Runologe und Historiker
- Moltke, Frederik (1825–1875), dänischer Politiker und Außenminister im Kabinett Estrup
- Moltke, Freya von (1911–2010), deutsche Juristin, Witwe des Widerstandskämpfers Helmuth James Graf von Moltke
- Moltke, Friedrich Adamson von (1816–1885), deutsch-dänischer Verwaltungsjurist und Regierungspräsident
- Moltke, Friedrich Ludwig von (1745–1824), holsteinischer Adliger und letzter Domdechant des Hochstifts Lübeck
- Moltke, Friedrich Philipp Victor von (1768–1845), preußischer Offizier und dänischer General
- Moltke, Friedrich von (1852–1927), preußischer Staats- und Innenminister (1907–1910)
- Moltke, Gebhard von (1567–1644), mecklenburgischer Gutsbesitzer und Politiker
- Moltke, Gebhardt von (1938–2019), deutscher Diplomat und Präsident der Deutsch-Britischen Gesellschaft
- Moltke, Gustav Carl (1806–1887), deutscher Theaterschauspieler und Theaterintendant
- Moltke, Hans-Adolf von (1884–1943), deutscher Gutsbesitzer in Schlesien und Botschafter in Polen in der Weimarer Republik und in der Zeit des Nationalsozialismus
- Moltke, Harald (1871–1960), dänischer Maler, Zeichner, Briefmarkenkünstler und Grönlandforscher
- Moltke, Heinrich von (1854–1922), deutscher Vizeadmiral der Reichsmarine
- Moltke, Helmuth James Graf von (1907–1945), deutscher Jurist und Widerstandskämpfer; Begründer der Widerstandsgruppe Kreisauer Kreis
- Moltke, Helmuth Johannes Ludwig von (1848–1916), preußischer Generaloberst
- Moltke, Helmuth von (1800–1891), preußischer Generalfeldmarschall und Politiker, MdRHelmuth von Moltke (1800–1891)

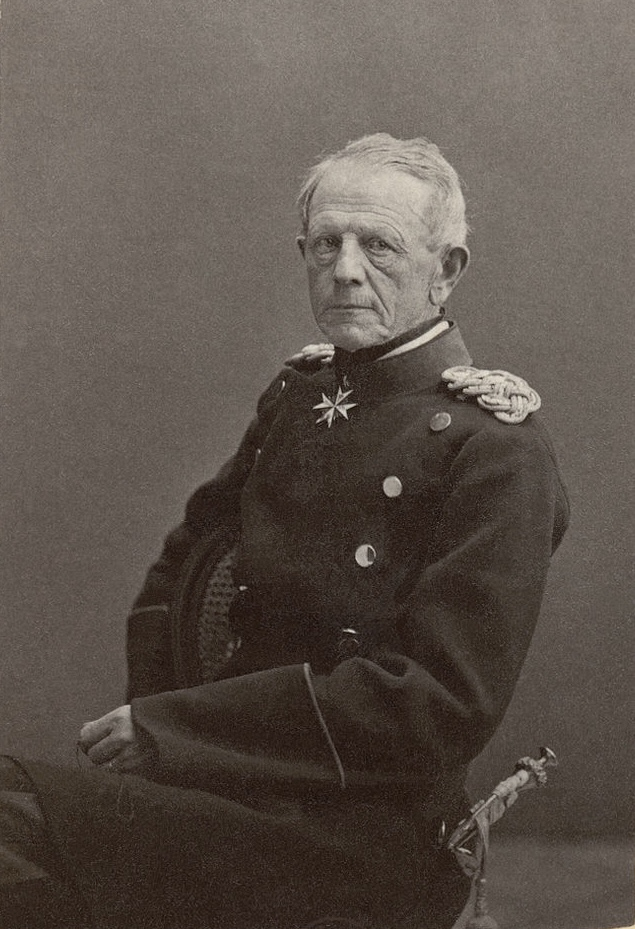
Helmuth von Moltke (1800–1891)

- Moltke, James von (* 1969), deutscher Banker, Vorstandsmitglied der Deutsche Bank AG
- Moltke, Joachim Friedrich von (1618–1677), deutscher Jurist und Gutsbesitzer
- Moltke, Joachim von (1891–1956), deutscher Politiker (NSDAP), MdR
- Moltke, Joachim Wolfgang Graf von (1909–2002), deutscher Kunsthistoriker und Museumsleiter
- Moltke, Johannes von (* 1966), deutscher Filmwissenschaftler und Germanist
- Moltke, Karl Melchior Jakob (1783–1831), deutscher Opernsänger (Tenor)
- Moltke, Karl von (1798–1866), deutsch-dänischer Politiker
- Moltke, Konrad von (1861–1937), preußischer Generalmajor
- Moltke, Kuno von (1847–1923), preußischer Generalleutnant, Flügeladjutant Kaiser Wilhelms II.Kuno von Moltke (1847–1923)

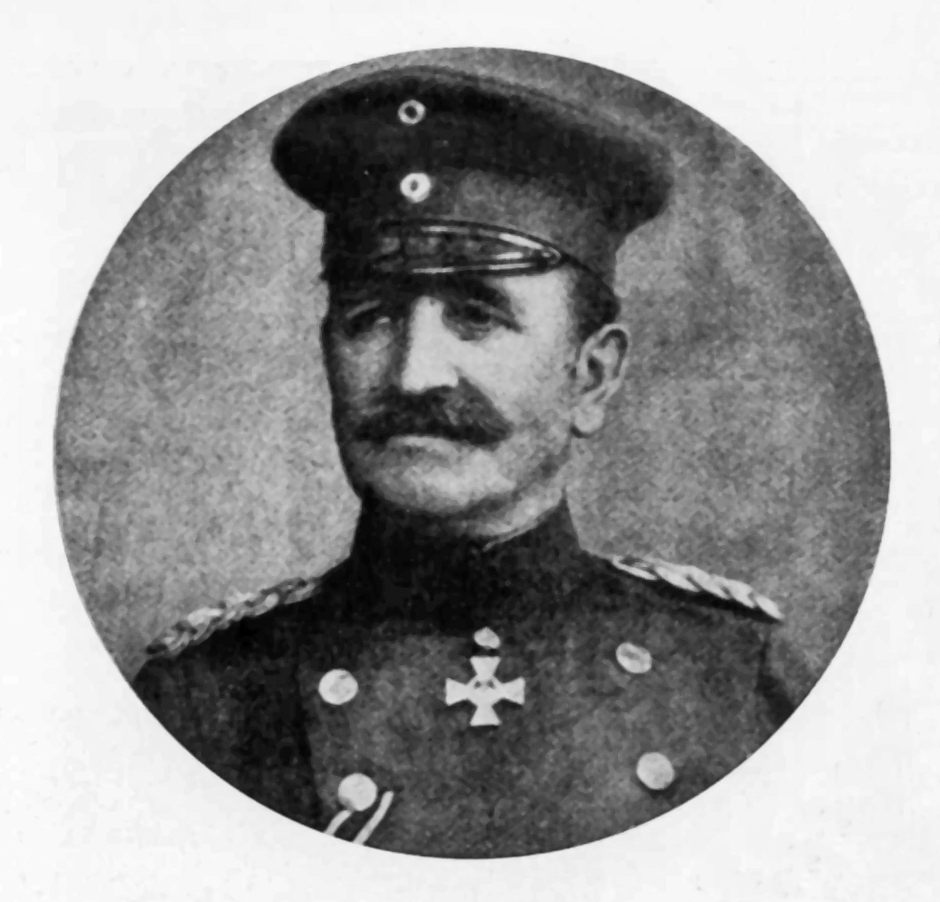
Kuno von Moltke (1847–1923)

- Moltke, Levin Claus († 1662), deutscher Hofbeamter
- Moltke, Louis von (1805–1889), dänisch-deutscher Verwaltungsjurist, Regierungsrat im Herzogtum Sachsen-Lauenburg
- Moltke, Louise (1808–1839), deutsche Theaterschauspielerin
- Moltke, Ludwig von (1790–1864), dänischer Diplomat und Amtmann
- Moltke, Magnus von (1783–1864), schleswig-holsteinischer Jurist und Politiker
- Moltke, Maximilian Leopold (1819–1894), deutscher Dichter und Publizist
- Moltke, Otto Joachim von (1770–1853), dänischer Adliger und Staatsmann
- Moltke, Otto von (1847–1928), deutscher Klosterprobst, Offizier und Politiker, MdR
- Moltke, Paul Friedrich von (1786–1846), russischer Diplomat
- Moltke, Philipp Ludwig von (1693–1780), K.u.K. Wirklicher Geheimer Rat, Kämmerer, kaiserlicher Generalfeldmarschall, K.u.K. Infanterieregiments No. 13 und Herr zu Bissendorf und Wulften
- Moltke, Werner Jasper Andreas von (1755–1835), deutscher Adliger in dänischen Staatsdiensten
- Moltke, Werner von (1936–2019), deutscher Leichtathlet und Sportfunktionär

### Moltm
- Moltmann, Carl (1884–1960), deutscher Politiker (SPD, SED), MdR, MdV
- Moltmann, Friederike, Linguistin und Philosophin
- Moltmann, Gerhard (1912–1997), deutscher Jurist und Diplomat
- Moltmann, Günter (1926–1994), deutscher Historiker
- Moltmann, Jürgen (1926–2024), deutscher evangelischer TheologeJürgen Moltmann (1926–2024)

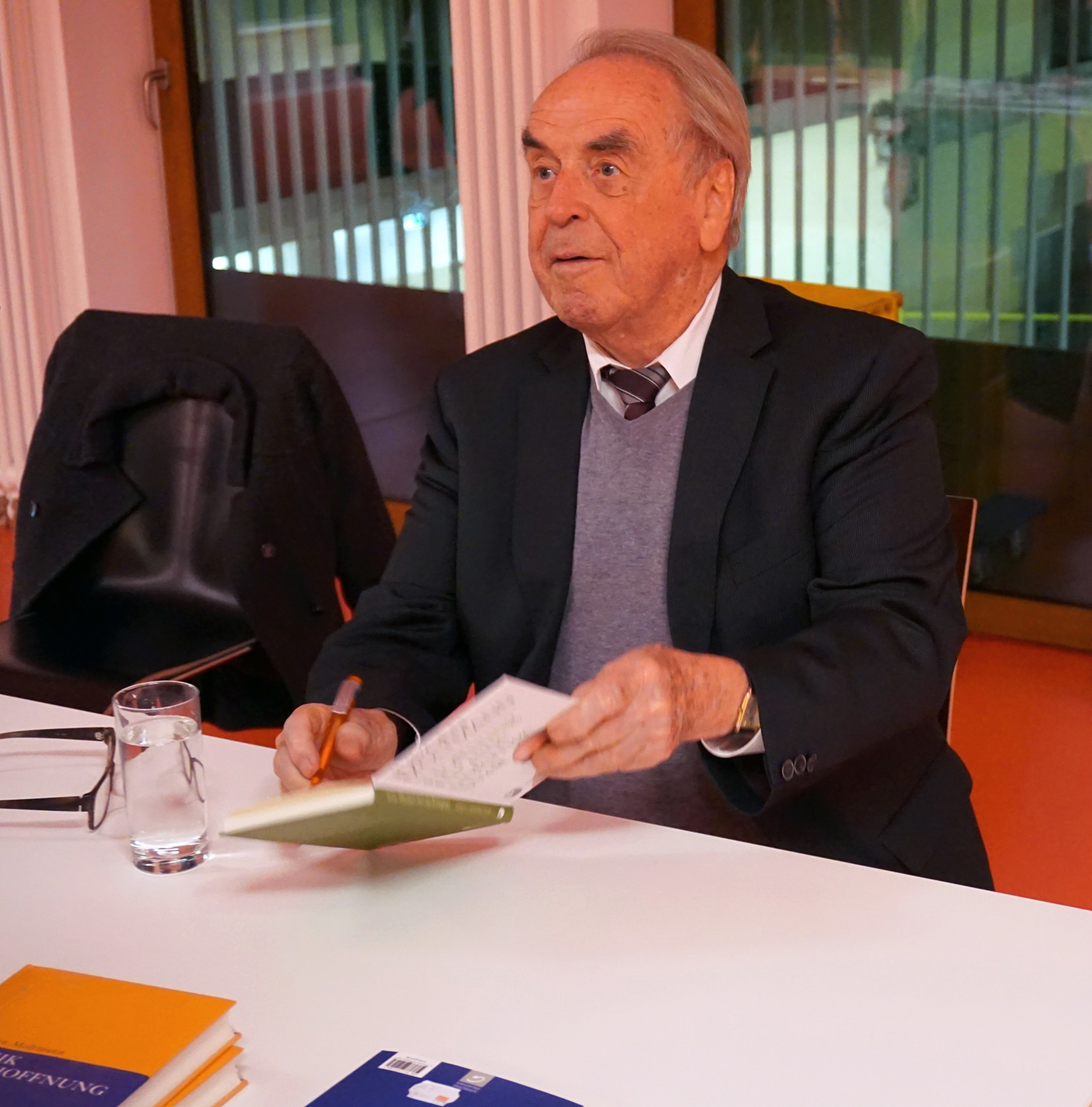
Jürgen Moltmann (1926–2024)

- Moltmann-Wendel, Elisabeth (1926–2016), deutsche evangelische Theologin und Autorin

### Molto
- Moltoni, Edgardo (1896–1980), italienischer Ornithologe

### Moltr
- Moltrecht, Eckart, deutscher Sachbuchautor und Funkamateur
- Moltrecht, Hannibal (1812–1882), deutscher Techniker und Fabrikant
- Moltrecht, Karl (1860–1919), evangelisch-lutherischer Geistlicher, deutsch-baltischer Märtyrer
- Moltrer, Diego (1967–2014), italienischer Politiker

### Molts
- Moltschan, Juri Sergejewitsch (* 1983), russischer Florettfechter
- Moltschan, Wladislaw Igorewitsch (* 2000), russischer Fußballspieler
- Moltschanow, Alexei Olegowitsch (* 1987), russischer Apnoetaucher
- Moltschanow, Denys (* 1987), ukrainischer Tennisspieler
- Moltschanow, Pawel Alexandrowitsch (1893–1941), sowjetischer Meteorologe
- Moltschanow, Stanislaw Alexejewitsch (* 1940), russischer Mathematiker
- Moltschanowa, Natalja Wadimowna (* 1962), russische ApnoetaucherinNatalja Wadimowna Moltschanowa (* 1962)

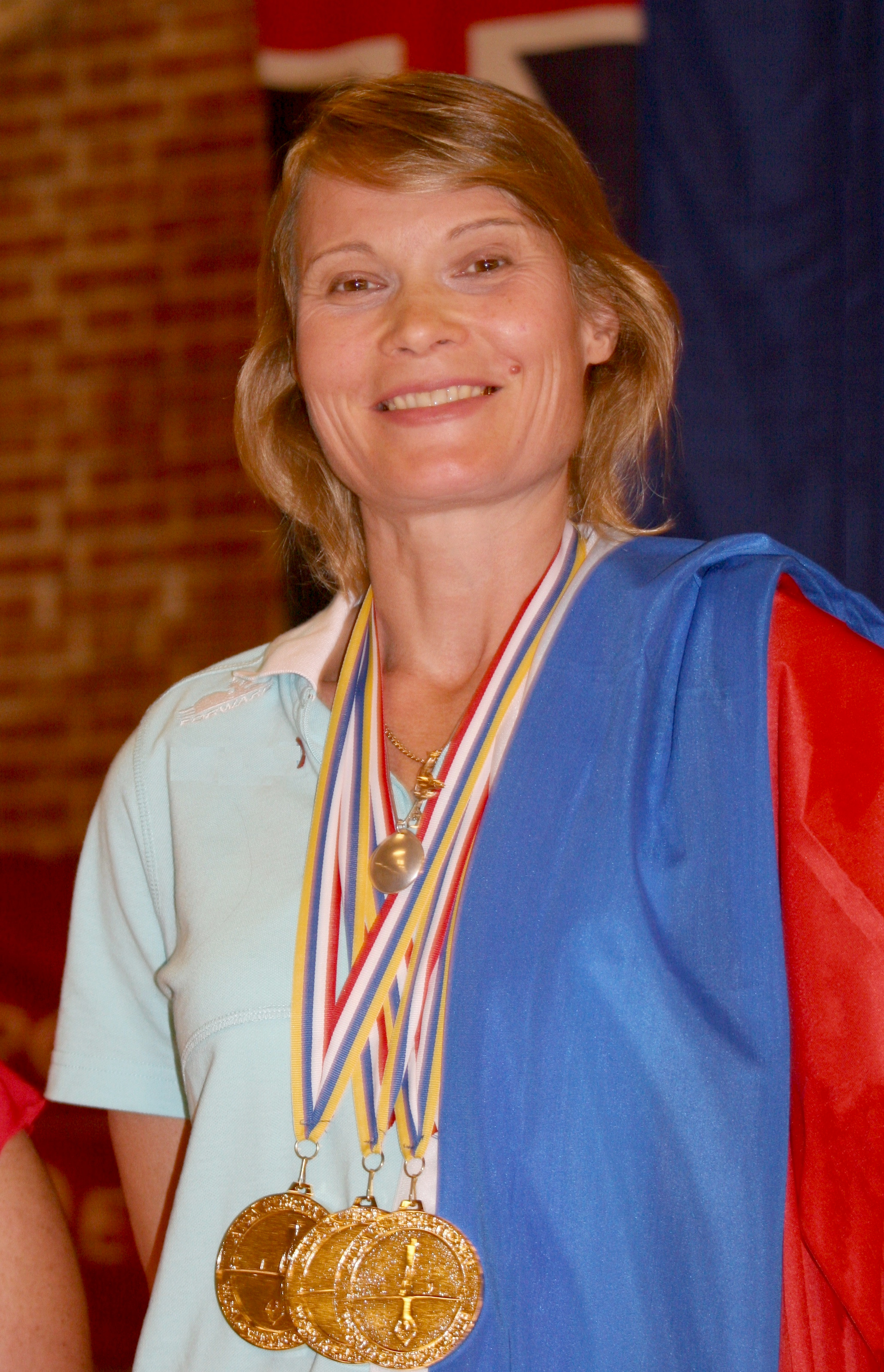
Natalja Wadimowna Moltschanowa (* 1962)

- Moltschanowa, Olga Pawlowna (1886–1975), russisch-sowjetische Ernährungsphysiologin und Hochschullehrerin
- Moltsen, Karla Larsen (* 2007), dänische Schauspielerin

### Moltz
- Moltzan, Paula (* 1994), US-amerikanische Skirennläuferin
- Moltzau, Ragnar (1901–1982), norwegischer Reeder und Kunstsammler
- Moltzen, Camille (* 2013), deutscher Kinderdarsteller
- Moltzen, Nora (* 1984), deutsch-französische Schauspielerin
- Moltzen, Peter (* 1970), deutscher Schauspieler
- Moltzer, Henri Ernest (1836–1895), niederländischer Niederlandist und Literaturwissenschaftler